# Étrépigny
Étrépigny település Franciaországban, Ardennes megyében. Lakosainak száma 272 fő (2022. január 1.). Étrépigny Chalandry-Elaire, Saint-Marceau és Flize községekkel határos.

## Népesség
A település népességének változása:
| Lakosok száma | 161  | 231  | 217  | 263  | 258  | 276  | 291  | 299  | 290  | 272  |
|               | 1968 | 1982 | 1990 | 2006 | 2013 | 2015 | 2017 | 2019 | 2020 | 2022 |